# Giovanni Sagredo
Ne doit pas être confondu avec Giovanni Francesco Sagredo.
Pour les articles homonymes, voir Sagredo.
Giovanni Sagredo (né à Venise en 1616 et mort en 1682) est un historien et homme politique italien.
Il succéda en 1676 à son frère, Nicolò Sagredo, comme doge de la république de Venise mais ses ennemis firent annuler son élection par le peuple. Il se retira de la vie politique et se mit à écrire une histoire des Turcs qui parut sous le titre de Memorie istoriche dei monarchi ottomani de 1300 a 1640 (Venise, 1677, traduite aussi en français). Le doge Francesco Morosini le fit sortir de sa retraite et le nomma en 1691 provveditore generale dei mari di Levante, charge qu'il ne put occuper longtemps, à cause de son âge. On lui doit aussi un Trattato dello Statue del governo di Venezia.